# تپه مراش
تپه مراش مربوط به سده‌های میانه دوران‌های تاریخی پس از اسلام است و در شهرستان ماهنشان، بخش انگوران، دهستان انگوران، ۲۰۰ متری شرق خانه‌های روستای مراش واقع شده و این اثر در تاریخ ۲۷ بهمن ۱۳۸۷ با شمارهٔ ثبت ۲۴۵۸۳ به‌عنوان یکی از آثار ملی ایران به ثبت رسیده‌است.